# Борисполь
Бори́споль (укр. Бори́спіль) — город в Киевской области Украины. Административный центр Бориспольского района и Бориспольской городской общины (до 2015 года был городом областного подчинения).

## История
Борисполь — один из древнейших городов Киевской области, известный в летописях как Летч, Льто, Ольто. Первое упоминание Борисполя в летописях относится к началу XI века, когда в княжеской междоусобице (1015—1019) на реке Альте погиб сын князя Владимира князь Борис. В 1117 году на месте гибели Бориса князь Владимир Мономах построил каменную церковь, известную как Летская божница. Летч был полностью разрушен монголо-татарами в 1239 году.
С 1508 года территория Борисполя переходит во владение Пустынно-Николаевского монастыря, который владел ею до конца XVI века. Видимо тогда город получил своё современное название. С 1590 года Борисполь упоминается в польских документах как местечко. В 1596 году польский король Сигизмунд III забрал Борисполь в королевскую собственность и создал Бориспольское (Барышпольское) староство. С 1623 года по 1648 год Борисполь собственность магнатов Жолкевских. Во времена польского господства Борисполь получил Магдебургское право. Во времена Украинской Руины 1654—1686 Борисполь был несколько раз разрушен поляками.
На 1665 год город Барышполь входил в состав Переяславского полка. В городе проводилась ярмонка: в день Святых Петра и Павла, о Масляной неделе.
В 1802 году Борисполь стал волостным центром Переяславского уезда Полтавской губернии. В конце XIX века Борисполь (по переписи 1897 года) насчитывал 8953 жителя. Согласно «ЭСБЕ» в Борисполе на то время имелось «5 православных церквей, 2 евр. молитв. дома, школа, богадельня, аптека, 4 пост. двора, 24 пит. дома, 64 лавки; 2 раза в неделю базар, 4 ярмарки, 3 мельничных топчака».
Во время Гражданской войны Борисполь многократно переходил из рук в руки. В 1921 году здесь окончательно установилась Советская власть и Борисполь вошёл в состав Киевской губернии. В 1923 году он стал центром Бориспольского района.
Во время Великой Отечественной войны на территории Борисполя и района происходили ожесточённые сражения. Немецкие войска завладели городом 23 сентября 1941 года. Борисполь был освобождён 23 сентября 1943 года в результате стремительного наступления РККА.
С 1956 года Борисполь — город районного подчинения. В 1965 году открылся международный Бориспольский аэропорт. С 1975 года Борисполь — город областного подчинения.

## Население
В середине XVII века в Борисполе проживало около 370 человек. В конце XIX века население составляло более 5 тысяч человек. На 2018 год в Борисполе проживало около 60 тысяч человек. На 1 марта 2020 года численность постоянного населения Борисполя составляла 62666 человек.
На данный момент в городе проживает около 70 тысяч человек. Часть населения покинуло город во время вторжения России на Украину в 2022 году, когда шли бои за Киев и Бровары. Население Борисполя растёт за счёт приплыва переселенцев с востока и юга Украины.

### Языковой состав
Родной язык населения по данным переписи 2001 года:
| Язык       | Численность, чел. | Доля     |
| ---------- | ----------------- | -------- |
| Украинский | 47 085            | 88,28 %  |
| Русский    | 5 966             | 11,19 %  |
| Другое     | 285               | 0,53 %   |
| Итого      | 53 336            | 100,00 % |

Украинский язык является единственным официальным и основным языком города.
По данным Государственной службы статистики Украины в 2023/24 учебном году все 237 624 учащихся в учреждениях общего среднего образования в Киевской области обучались в украиноязычных классах.

## Образование
В Борисполе насчитывается 11 общеобразовательных лицеев, 1 музыкальная школа и 1 спортивная школа. Действует филиал Киевского Славянистического университета, филиал Межрегиональной Академии Управления Персоналом и профессиональное училище.

## Транспорт
Борисполь — воздушные ворота Украины. Здесь расположен крупнейший аэропорт Украины.
В Борисполе также есть железнодорожная и автобусные станции. Город расположен в 16 км от Киева.
Автобусная транспортная сеть очень развита. Город имеет регулярное автобусное сообщение с Киевом, Переяславом, Барышевкой, Яготином, Березанью, а также Сумской, Харьковской, Кировоградской, Черкасской, Днепропетровской областями. В самом городе курсирует более 15 автобусных маршрутов. Также развита автосвязь с окружающими сёлами.

## Известные люди
В Борисполе родились писатель и этнограф Пётр Раевский, поэт Емельян Качайло.
Также Борисполь «гордится» скандально известным журналистом Виталием Седюком, а также гордится не менее известным рэпером Ярмаком.

## Города-побратимы
- Красник, Польша
- Кальяо, Перу
- Хопкинс, США

## Галерея

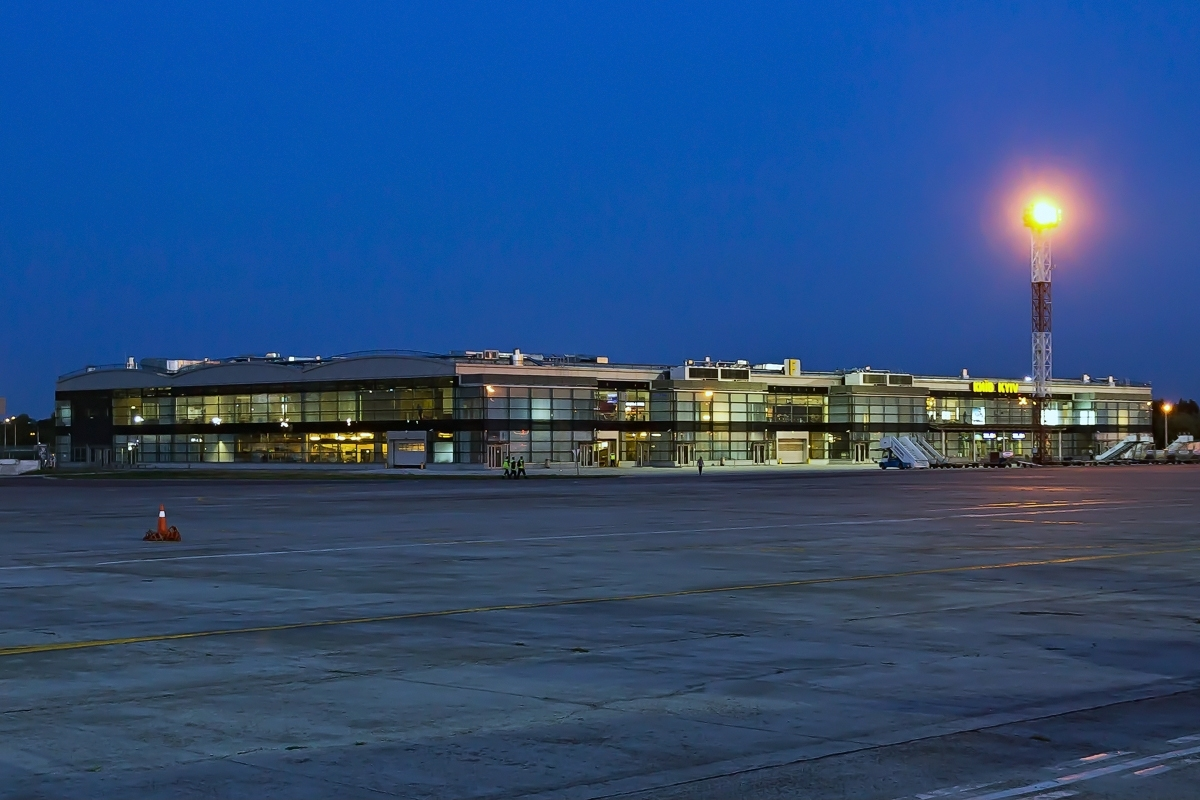
Терминал F аэропорта "Борисполь"
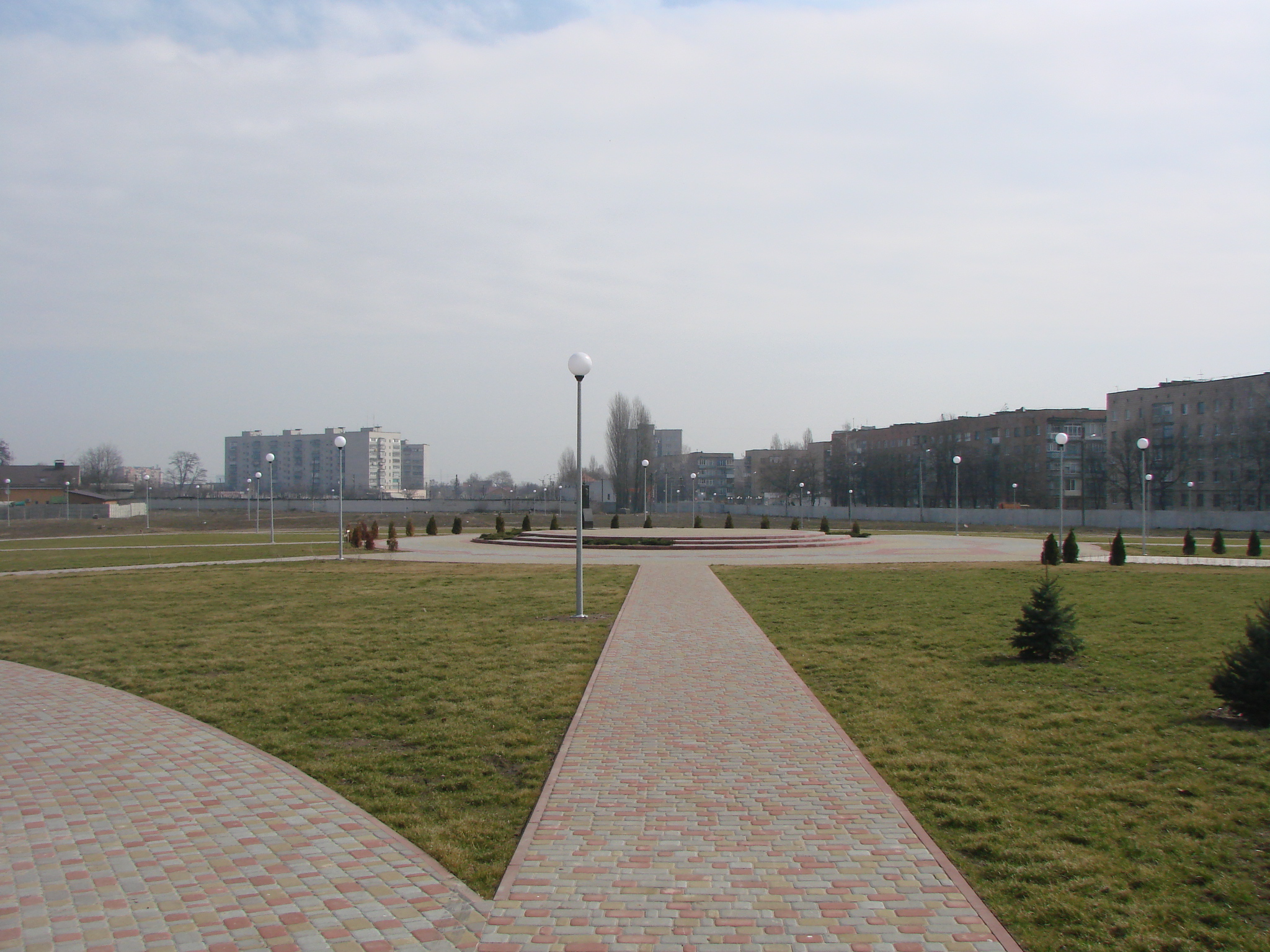
Кнышовый мемориально-парковый комплекс
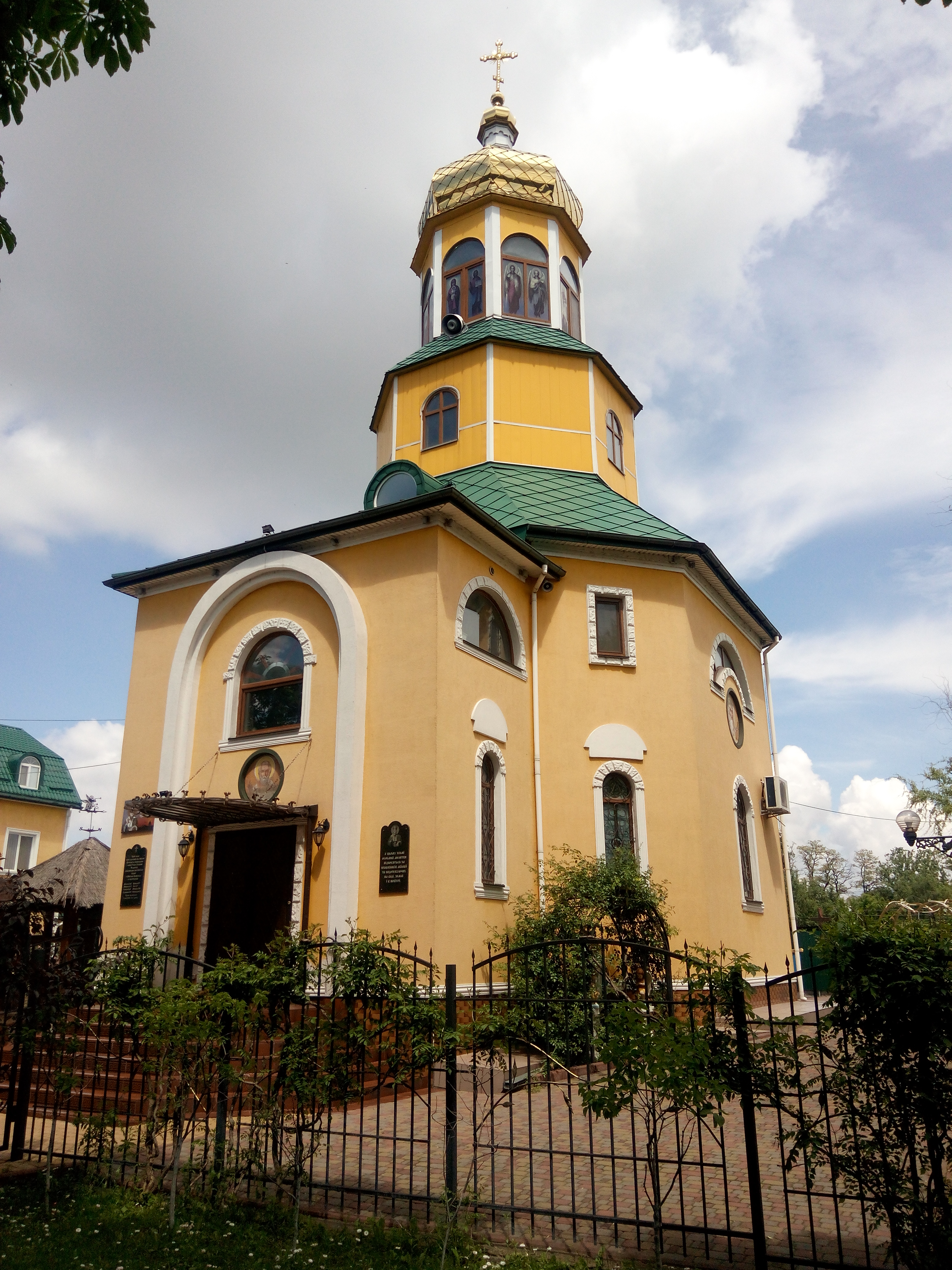
Свято-Николаевская церковь
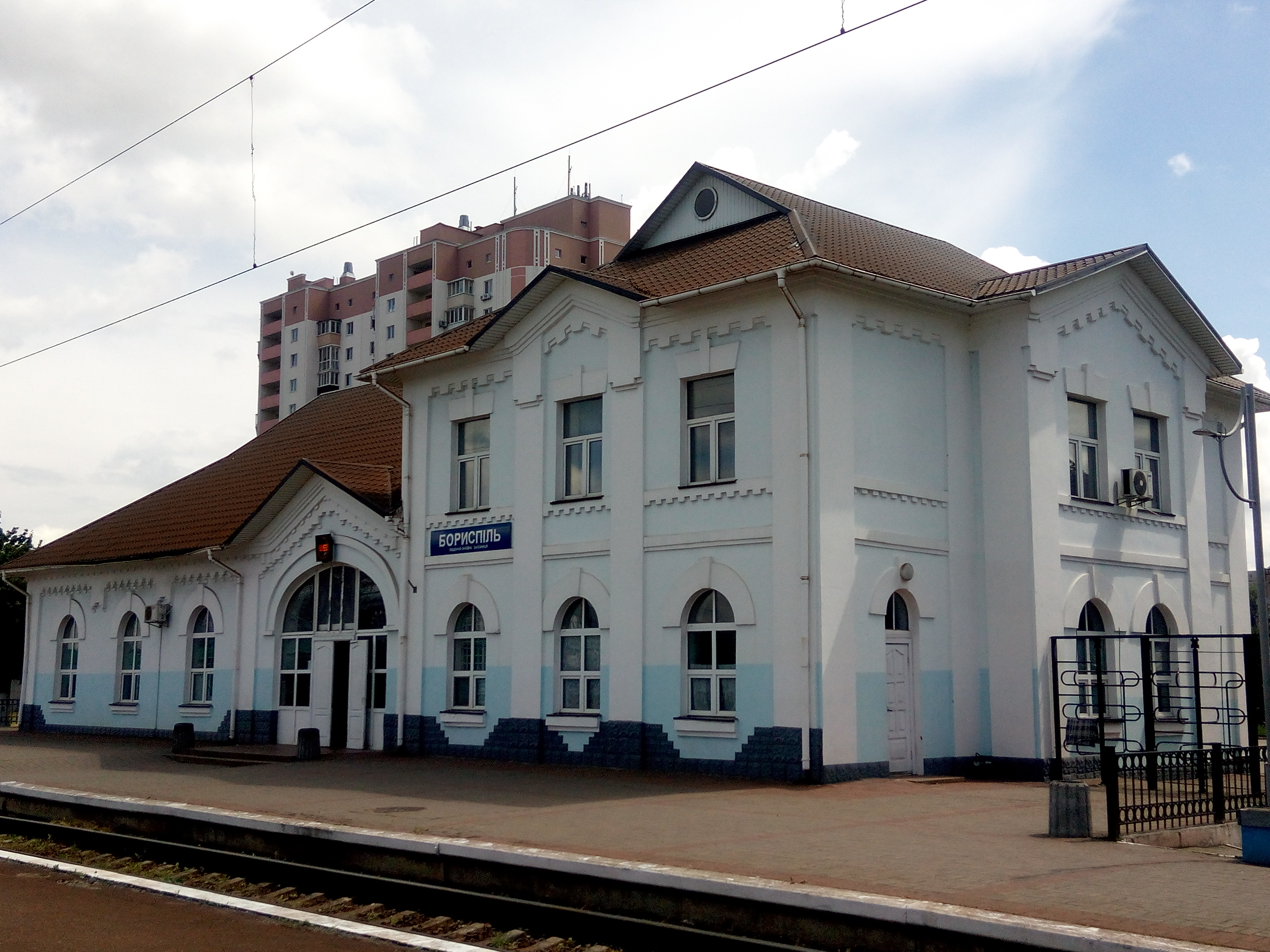
Железнодорожный вокзал
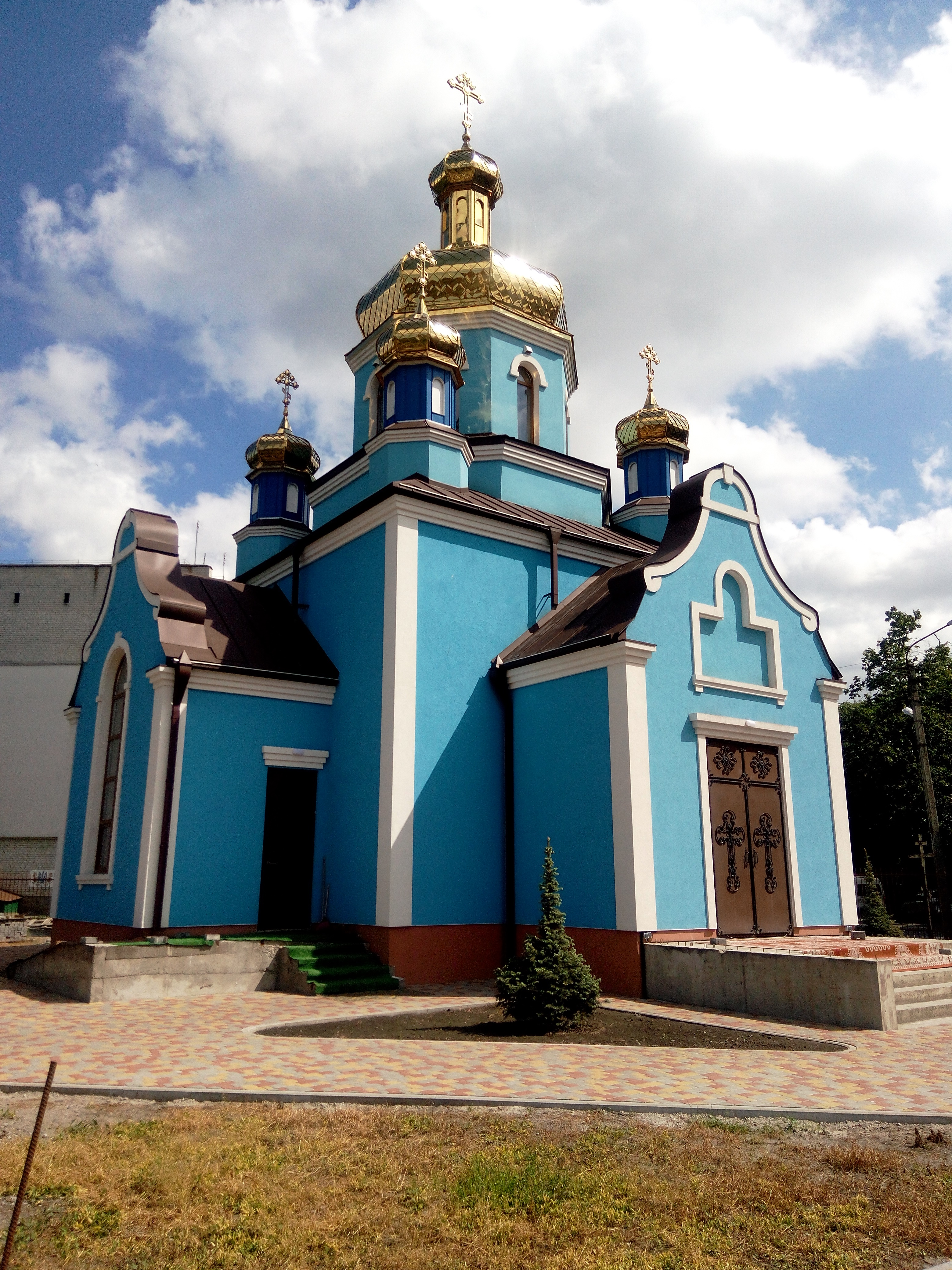
Храм Святого пророка Ильи
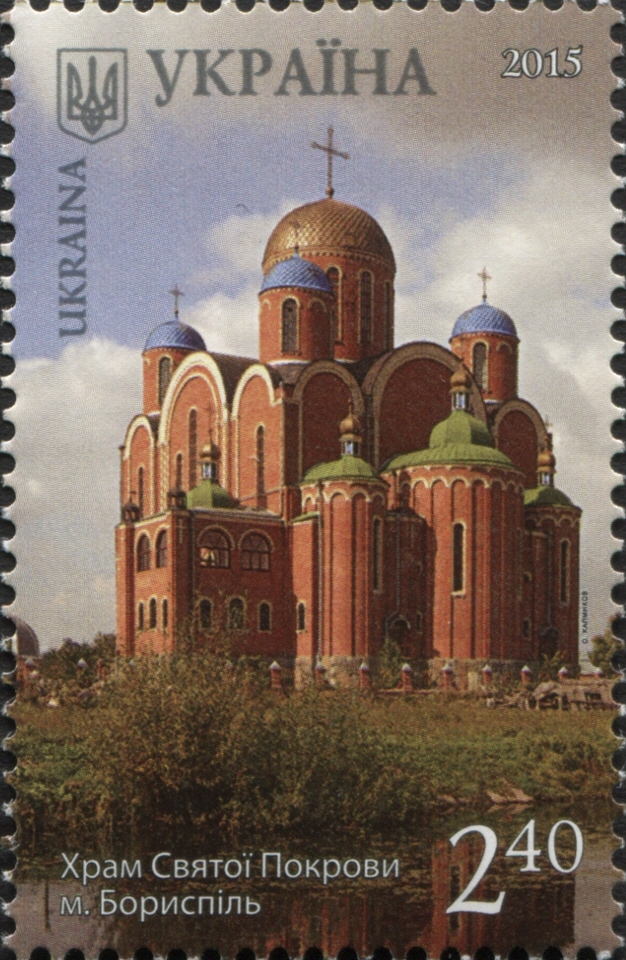
Храм Святой Покровы на марке Украины
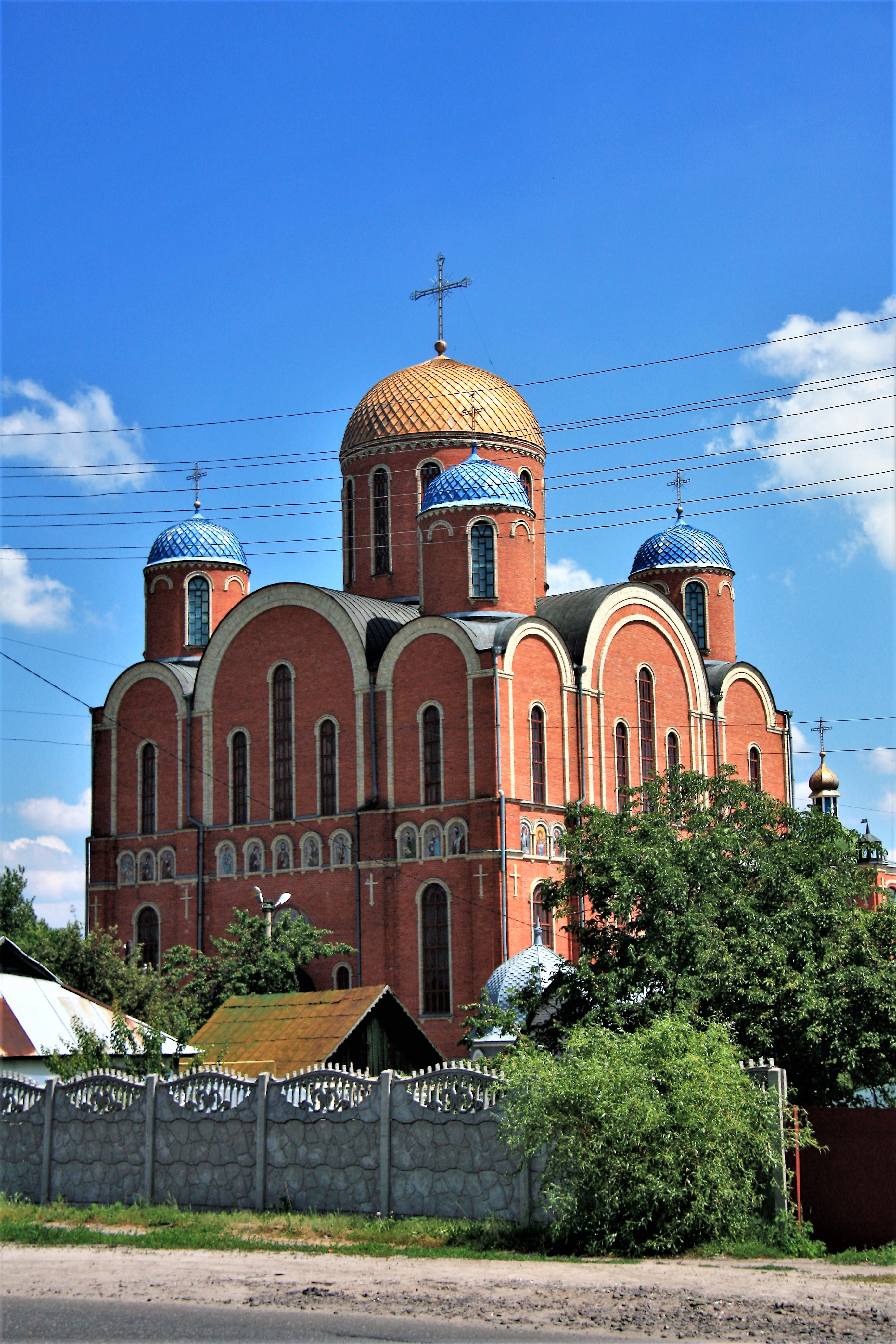
Свято-Покровский кафедральный собор
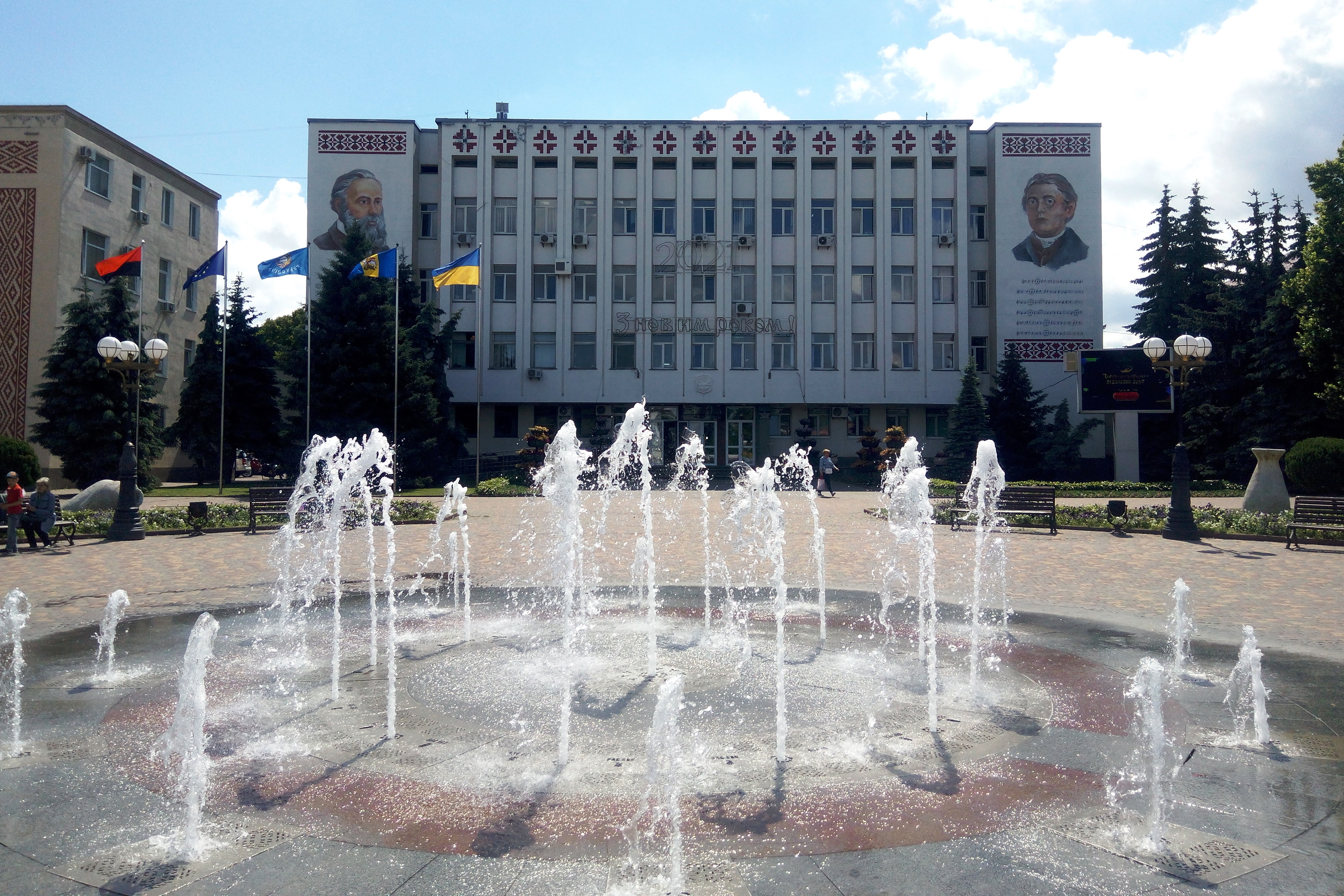
Здание городского совета
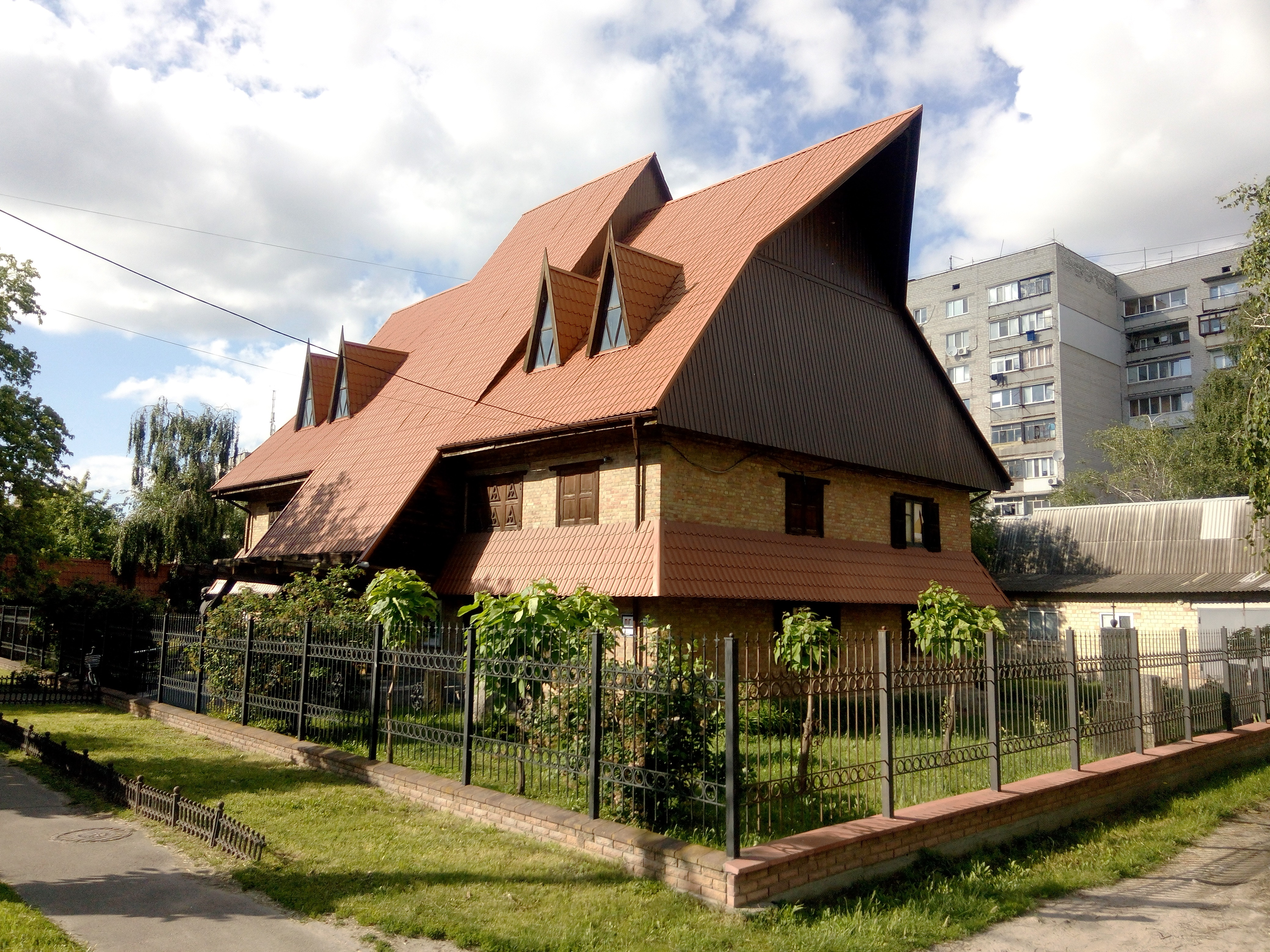
Государственный исторический музей